# میکل ویانووا
میکل ویانووا (انگلیسی: Mikel Villanueva؛ زادهٔ ۱۴ آوریل ۱۹۹۳) بازیکن فوتبال اهل ونزوئلا است.
از باشگاه‌هایی که در آن بازی کرده‌است می‌توان به باشگاه سانتاکلارا اشاره کرد.
وی همچنین در تیم ملی فوتبال ونزوئلا بازی کرده‌است.